# Kostel svatého Mikuláše (Tvrdonice)
Římskokatolický kostel svatého Mikuláše v Tvrdonicích je ve srovnání s chrámy v okolních obcích novou stavbou. Byl postaven ve funkcionalistickém stylu v roce 1941 pod patronátem knížete z Lichtenštejna. Největší podíl na jeho stavbě měl tehdejší duchovní správce zdejší farnosti R. D. Josef Hrabal, který přišel do Tvrdonic v roce 1938.
Nejstarší zmínka o tvrdonickém kostele zasvěceném sv. Mikuláši pochází z roku 1673. Chrám barokního stylu byl v roce 1879 zbořen, protože jeho stěna se sesouvala dolů po svahu do ulice Rybáře. Na stejném místě - i přes jasně nestabilní podloží - byl postaven v letech 1880-1884 kostel nový, tentokrát v novogotickém stylu. Po šedesáti letech však opět došlo k sesuvu podloží kostela, a tak i tento musel být strhnut a již na jiném místě byl postaven kostel současný. Základní kámen byl posvěcen za účasti pěti tisíc věřících 30. června 1940. Vysvěcení nového kostela se uskutečnilo 7. září 1941.
Za zmínku stojí především jednoduché, architektonicky čisté provedení interiéru této funkcionalistické stavby a malované vitráže oken, na nichž jsou zobrazeni světci spolu s postavami v místních krojích. Umělecky hodnotná je také luneta před vchodem do kostela, která pochází z původního kostela z 19. století a zobrazuje Krista Spasitele.